# بي بي مصر
بي بي مصر هي شركة متخصصة تعمل في مجال استكشاف وإنتاج النفط والغاز الطبيعي في مصر، وهي أحد فروع شركة بي بي البريطانية.

## التأسيس
تأسست الشركة عام 1972، ويقع المقر الرئيسي للشركة في منطقة المعادي، القاهرة، مصر. ومنذ تأسيسها، استثمرت الشركة أكثر من 17 مليار دولار أمريكي في مصر، حيث تضخ استثمارات سنوية قدرها مليار دولار أمريكي، بحسب وكالة رويترز في أوائل عام 2011. لذا تعد بي بي أكبر مستثمر أجنبي في مصر.

## التاريخ العملياتي
بين عامي 2001 و2010، قامت بي بي مصر بتنفيذ برنامجًا للاستكشاف والتقييم في غرب دلتا النيل، وهو البرنامج الذي نتج عنه 11 اكتشافًا سواء في النفط أو الغاز: ثمانية منها تكوينات جيولوجية من العصر الحديث (حقول الجيزة، الفيوم، توراس، ليبرا، روبي، المعادى، ڤايبر، بولاريس)، واثنين من تكوينات الميوسين (ريفين، توراس العميق) واكتشاف اوليجوسيني (هودوا). خمسة من تلك الحقول بالمرحلة الأولى من التطوير في مشروع دلتا النيل الغربي.
تتركز أنشطة بي بي مصر على التنقيب والإنتاج. وتسهم بي بي مع شركائها بنحو 15٪ من إجمالي إنتاج النفط في مصر ونحو 30٪ من إنتاج الغاز.

## مناطق الامتياز
| منطقة الإمتياز                               | الشركة القائمة بالعمليات     | الشركة الموقعة للإتفاقية                      | التشريعات المنظمة        | التشريعات المنظمة | ملاحظات |
| منطقة الإمتياز                               | الشركة القائمة بالعمليات     | الشركة الموقعة للإتفاقية                      | القانون                  | التعديلات أو القوانين التي حلت محله                                                                                          | ملاحظات |
| -------------------------------------------- | ---------------------------- | --------------------------------------------- | ------------------------ | --- | --- |
| شرق بورسعيد البحرية بالبحر المتوسط           |                              | بي بي إكسبلوريشن (دلتا) ليمتد                 | قانون رقم 11 لسنة 2025   | | بالاشتراك مع: - إيوك - قطر للطاقة الدولية |
| بيلاتريكس - سيتي ايست البحرية بالبحر المتوسط |                              | بي بي إكسبلوريشن (دلتا) ليمتد                 | قانون رقم 157 لسنة 2023  | | بالاشتراك مع: - إيوك |
| شمال كينج مريوط البحرية بالبحر المتوسط       |                              | بي بي إكسبلوريشن (دلتا) ليمتد                 | قانون رقم 155 لسنة 2023  | | |
| شمال الفيروز البحرية بالبحر المتوسط          | بتروفيروز تديرها شركة بتروبل | بي بي إكسبلوريشن (دلتا) ليمتد                 | قانون رقم 20 لسنة 2023   | | بالاشتراك مع: - إيوك |
| شمال السلوم البحرية بالبحر المتوسط           |                              | بي بي إكسبلوريشن (دلتا) ليمتد                 | قانون رقم 158 لسنة 2020  | | بالإشتراك مع: - ثروة للبترول |
| غرب شربين الأرضية بدلتا النيل                |                              | بي بي إكسبلوريشن (دلتا) ليمتد                 | قانون رقم 146 لسنة 2020  | | بالاشتراك مع: - إيوك |
| شمال شرق رمضان بخليج السويس                  |                              | بي بي إكسبلوريشن (دلتا) ليمتد                 | قانون رقم 156 لسنة 2018  | | |
| الطابية البحرية بالبحر المتوسط               |                              | بي بي إكسبلوريشن (دلتا) ليمتد                 | قانون رقم 89 لسنة 2016   | | |
| المطرية الأرضية بدلتا النيل                  |                              | دانة غاز إيجيبت ليمتد                         | قانون رقم 221 لسنة 2014  | | بالاشتراك مع: - دانة غاز |
| كروان البحرية بالبحر المتوسط                 |                              | بي بي إكسبلوريشن (دلتا) ليمتد                 | قانون رقم 216 لسنة 2014  | | بالاشتراك مع: - إيوك |
| شمال تنين البحرية بالبحر المتوسط             |                              | بي بي إكسبلوريشن (دلتا) ليمتد                 | قانون رقم 5 لسنة 2014    | | |
| شمال المكس البحرية بالبحر المتوسط            |                              | بي بي إكسبلوريشن (دلتا) ليمتد                 | قانون رقم 1 لسنة 2014    | | |
| شمال دميا البحرية بالبحر المتوسط             |                              | بي بي إكسبلوريشن (دلتا) ليمتد                 | قانون رقم 153 لسنة 2009  | | |
| شمال تينة البحرية بالبحر المتوسط             |                              | بي بي إكسبلوريشن (دلتا) ليمتد                 | قانون رقم 150 لسنة 2009  | | |
| شرق بدر الدين بالصحراء الغربية               |                              | بي بي إكسبلوريشن (دلتا) ليمتد                 | قانون رقم 79 لسنة 2007   | | في يوليو 2010، أعلنت بي بي عن اتفاق لبيع مجموعة من أصول المنبع لشركة أباتشي، بما في ذلك امتيازات الصحراء الغربية وامتياز تنقيب شرق بدر الدين، نظير مبلغ 7 مليارات دولار أمريكي. |
| البرج البحرية بالبحر المتوسط                 |                              | بي بي إكسبلوريشن (دلتا) ليمتد                 | قانون رقم 167 لسنة 2005  | قانون رقم 172 لسنة 2019 | |
| شمال البرج البحرية بالبحر المتوسط            |                              | بي بي إكسبلوريشن (دلتا) ليمتد                 | قانون رقم 23 لسنة 2005   | | بالاشتراك مع: - إيوك |
| البرلس البحرية                               |                              | بي بي إكسبلوريشن (دلتا) ليمتد                 | قانون رقم 12 لسنة 2005   | | |
| غرب المرجان بخليج السويس                     |                              | بي بي إكسبلوريشن (دلتا) ليمتد                 | قانون رقم 17 لسنة 2004   | | |
| شرق وردة بخليج السويس                        |                              | بي بي إكسبلوريشن (دلتا) ليمتد                 | قانون رقم 5 لسنة 2004    | | |
| شمال غارة بخليج السويس                       |                              | بي بي إكسبلوريشن (دلتا) ليمتد                 | قانون رقم 86 لسنة 2003   | | |
| شرق المرجان بخليج السويس                     |                              | بي بي إكسبلوريشن (دلتا) ليمتد                 | قانون رقم 82 لسنة 2003   | | |
| جنوب أبو زنيمة بخليج السويس                  |                              | بي بي إكسبلوريشن (دلتا) ليمتد                 | قانون رقم 1 لسنة 2003    | | |
| غرب البحر المتوسط مياه عميقة                 |                              | بي بي إيجيبت غرب البحر المتوسط (قطاع ب) بي في | قانون رقم 5 لسنة 1999    | - قانون رقم 3 لسنة 2008 - قانون رقم 9 لسنة 2015                                                                              | بالاشتراك مع: - آر دبليو إي ديا |
| غرب البحر الأبيض المتوسط (قطاع 1)            | خالدة للبترول                | بي بي مصر                                     | قانون رقم 73 لسنة 1996   | - قانون رقم 165 لسنة 2005 - قانون رقم 157 لسنة 2021                                                                          | - بالاشتراك مع: - أباتشي - آر دبليو إي ديا - تنازلت بي بي عن حصتها في هذا الإمتياز وتديرها حالياً أباتشي.                                                                        |
| رأس البر البحرية بدلتا النيل                 | الفرعونية للبترول            | بي بي مصر برودكشن بي في                       | قانون رقم 88 لسنة 1995   | - قانون رقم 7 لسنة 2001 - قانون رقم 80 لسنة 2006 - قانون رقم 141 لسنة 2009 - قانون رقم 75 لسنة 2016                          | بالاشتراك مع: - إيوك |
| شرق تانكة وشرق تانكة 3 بخليج السويس          | جابكو «بترول خليج السويس»    | بي بي مصر                                     | القانون رقم 18 لسنة 1995 | - قانون رقم 157 لسنة 2004 - قانون رقم 170 لسنة 2021                                                                          | تنازلت بي بي عن حصتها في هذا الإمتياز إلى دراجون أويل. |
| شرق شقير البحرية بخليج السويس                |                              | بي بي مصر                                     | قانون رقم 111 لسنة 1993  | - قانون رقم 15 لسنة 1994 - قانون رقم 81 لسنة 2003                                                                            | |
| شمال الإسكندرية                              |                              | بي بي إكسبلوريشن (دلتا) ليمتد                 | قانون رقم 15 لسنة 1992   | - قانون رقم 34 لسنة 1994 - قانون رقم 1 لسنة 2008 - قانون رقم 134 لسنة 2010 - قانون رقم 11 لسنة 2015                          | |
| التمساح البحرية بدلتا النيل                  | بتروتمساح تديرها شركة بتروبل | بي بي مصر                                     | قانون رقم 9 لسنة 1992    | - قانون رقم 7 لسنة 1994 - قانون رقم 6 لسنة 2001 - قانون رقم 78 لسنة 2006 - قانون رقم 140 لسنة 2009 - قانون رقم 73 لسنة 2016  | بالاشتراك مع: - إيوك |
| شمال أكتوبر البحرية بخليج السويس             |                              | بي بي مصر                                     | قانون رقم 121 لسنة 1987  | - قانون رقم 216 لسنة 1989 - قانون رقم 219 لسنة 2014                                                                          | |
| شمال سيناء البحرية القطاع 21                 |                              | بي بي المحدودة لتنمية البترول                 | قانون رقم 140 لسنة 1984  | | |
| شرق رأس الديب البحرية بخليج السويس           |                              | بي بي المحدودة لتنمية البترول                 | قانون رقم 41 لسنة 1984   | | |
| جنوب بلاعيم البحرية بخليج السويس             |                              | بي بي مصر                                     | قانون رقم 150 لسنة 1974  | - قانون رقم 106 لسنة 1983 - قانون رقم 117 لسنة 1987 - قانون رقم 142 لسنة 2009                                                | |
| جنوب غارة البحرية بخليج السويس               |                              | بي بي مصر                                     | قانون رقم 146 لسنة 1974  | - قانون رقم 104 لسنة 1983 - قانون رقم 139 لسنة 2009                                                                          | بالاشتراك مع: - إيوك |
| شمال بلاعيم البحرية بخليج السويس             |                              | بي بي                                         | قانون رقم 140 لسنة 1974  | - قانون رقم 161 لسنة 2002 - قانون رقم 91 لسنة 2007                                                                           | تنازلت بي بي عن حصتها في هذا الإمتياز. |
| جنوب غارب البحرية بخليج السويس               | رودوكو روديس للزيت           | بي بي مصر                                     | قانون رقم 60 لسنة 1974   | - قانون رقم 107 لسنة 1983 - قانون رقم 13 لسنة 2005 - قانون رقم 132 لسنة 2021                                                 | |
| دلتا النيل                                   |                              | بي بي مصر برودكشن بي في                       | قانون رقم 15 لسنة 1974   | - قانون رقم 17 لسنة 1982 - قانون رقم 6 لسنة 1988 - قانون رقم 11 لسنة 2001 - قانون رقم 74 لسنة 2016 - قانون رقم 167 لسنة 2018 | بالاشتراك مع: - إيوك |

### منطقة امتياز شمال الإسكندرية
بعد عدة تعديلات للإتفاقية المبرمة بين الهيئة المصرية العامة للبترول في 2010 أصبحت بي بي مصر تمتلك 100% من عمليات التطوير بمنطقة امتياز شمال الإسكندرية. وتعمل الشركة أيضاً على عمليات التنقيب في المياه العميقة بمنطقة شرق المتوسط.
| الاسم                      | التاريخ    | العمق المائي | العمق الإجمالي | التكوين    | الاحتياطيات | معدل التدفق                              |
| -------------------------- | ---------- | ------------ | -------------- | ---------- | ----------- | ---------------------------------------- |
| طوروس Taurus               | 2000       | 400-650م     |                | الپليوسيني |             |                                          |
| فيوم Fayoum                | يونيو 2001 | 400-650م     |                | الپليوسيني |             |                                          |
| ليبرا Libra                | 2001       | 400-650م     |                | الپليوسيني |             |                                          |
| حقل راڤن-1 Raven-1         | مارس 2004  | 400-650م     |                | الپليوسيني |             | 37.4 مليون م³/يومياً 741 برميل مكثف يومياً |
| شمال الجيزة-1 Giza North-1 | يناير 2007 | 668م         |                | الپليوسيني |             |                                          |

كانت هذه الاكتشافات على عمق 400-650 م تحت سطح البحر على بعد 35-50 كم من الساحل الشمالي. في مارس 2004، قام بي بي مصر بحفر حقل راڤن-1، رابع الآبار المستكشفة في منطقة امتياز شمال الإسكندرية على عمق 650 م، وعلى بعد 40 كم من السواحل المصرية. كانت الاختبارات ناجحة وتدفق الغاز بمعدلات أكبر من 37.4 مليون متر مكعب قياسي يومياً و741 برميل مكثف يومياً. يوجد راڤن-1 في التكوين قبل-الپاليوسيني العميق. في يناير 2007، حفرت بي بي مصر شمال الجيزة-1 في منطقة امتياز شمال الإسكندرية على عمق 668م وعلى بعد 56 كم من ساحل مدينة الإسكندرية، يوجد في البئر كميات متراكمة من الغاز، كجزء من مجمع قنوات كبير. حُفر بئر شمال الجيزة-1 في التكوين الپليوسيني المشابه للآبار الثلاثة السابقة التي حفرتها بي بي مصر في نفس منطقة الامتياز؛ طوروس، ليبرا، وفيوم. بهذه الاكتشافات تقدر كميات الغاز الموجودة في المنطقة بأكثر من 1 تريليون قدم مكعب من الغاز، هذا بالإضافة إلى بئر آخر كان من المفترض أن يتم حفره في أبريل 2007 سيتم على أساسه إعادة تقييم قدرة المجمع. انتقل الحفر إلى بئر آخر محتمل في حقل طوروس كجزء من برنامج لاكتشاف أربع حقول محتملة في منطقة امتياز شمال الإسكندرية.

#### مشروع غرب الدلتا
مشروع غرب الدلتا، هو مشروع استثماري لتطوير وإنتاج الغاز الطبيعي في منطقة غرب الدلتا، في مصر. المشروع هو استثمار مشترك بين شركة بي بي البريطانية[بحاجة لمصدر] (الحاصلة على امتيازي شمال الإسكندرية وغرب المتوسط العميق، وRWE DEA الألمانية. من المتوقع أن يبدأ الإنتاج في 2017.
تمتلك بي بي البريطانية 65% من المشروع، بينما تمتلك دي إيه إيه المملوكة لآر دبليو إي RWE الألمانية 35% من المشروع، والتي اشتراها الصندوق الاستثماري ليتل-ون (في لوكسمبورگ) والتابع لـمجموعة ألفا الروسية التي يرأسها الملياردير ميخائيل فريدمان.[بحاجة لمصدر]
في 9 مارس 2015، وقعت بي بي اتفاقية لاستثمار 12 بليون دولار في لإنتاج الغاز الطبيعي، لاستخدامه لتغذية شبكة الغاز في مصر.

#### مشروع محطة مطوبس
محطة مطوبس لمعالجة وتجميع الغاز، هو مشروع تحت التنفيذ لإنشاء محطة لمعالجة وتجميع الغاز الطبيعي في مدينة مطوبس، محافظة كفر الشيخ، مصر. منفذ المشروع بي بي مصر فرع شركة بي بي البريطانية، والإنتاج المقدر للمشروع 900 مليون قدم مكعب من الغاز يومياً. كان من المقرر إقامة المشروع في مدينة إدكو وبعد اعتراض الأهالي، تقرر نقله إلى مطوبس.

### منطقة امتياز شمال دمياط
منطقة امتياز شمال دمياط البحرية، هي منطقة امتياز لاكتشاف وإنتاج الغاز شمال مدينة دمياط، مصر.
في 2009، تم تخصيص منطقة امتياز شمال دمياط البحرية لكونسورتيوم يضم بي بي مصر، وشل وبتروناس، بحصة تبلغ 33% لكل منهم. بي بي مصر هي المشغل الرئيسي في منطقة الامتياز. تم توقيع الاتفاقية في 2010.

#### الاكتشافات
في 7 سبتمبر 2013 أعلنت شركة بي بي مصر عن اكتشاف للغاز في منطقة امتياز شمال دمياط، شرق دلتا النيل، في بئر المياه العميقة سلامات. ويعد البئر هو الأول في نطاق اتفاقية منطقة شمال دمياط البحرية التي تم توقيعها في عام 2010، والتي تقوم شركة بي بي مصر بالعمليات فيها، وتمتلك بي بي مصر 100٪ من هذا الاكتشاف.
ويعتبر سلامات أعمق بئر في منطقة الدلتا، وتم حفره باستخدام الجيل الثالث من الحفارات شبه الغاطسة ميرسك ديسكڤري ، على عمق 649م ليصل إجمالي عمق البئر إلى حوالي 7.000م. وحسب رئيس قطاع الاستكشاف في الشركة، فإن نجاح سلامات يثبت وجود الهيدروكربونات في وسط تكوين جيولوجي طوله 50 كم، ومع عمود هيدروكربون ارتفاعه أكثر من 180م.
وكانت التسجيلات الكهربائية وعينات السوائل وبيانات الضغوط أكدت وجود تجمعات الغاز والمتكثفات في 38م صافي في رمال الطبقة الأوليجوسينية بمنطقة البئر وستقوم الشركة بدراسات إضافية لتحديد موارد الحقل بطريقة أفضل وتقييم اختيارات تنمية هذا الاكتشاف.

### منطقة امتياز كروان
امتياز كروان هي منطقة امتياز للتنقيب عن الغاز الطبيعي، شمال شرق البحر المتوسط، في المياه الإقليمية المصرية.
في 14 يناير 2015، وقعت إني توقيع امتيازي في المياه العميقة بمصر، كانا قد رسيا عليها في يوليو 2014، وهما 100% من امتياز شمال ليل، و 50% من امتياز كروان الذي تتقاسمه مع بي بي.

#### مشروع دنيس وكروان
مشروع دنيس وكروان، هو مشروع لتنمية حقلي دنيس وكروان في منطقة امتياز كروان (رقم 8 في مزاد 2013)، شمال شرق دلتا النيل، مصر. يشمل المشروع يشمل 5 آبار بمتوسط، إنتاج 275 مليون قدم مكعب يومياً.

## الشركات التابعة

### جابكو (سابقاً)
أنشئت شركة بترول خليج السويس (جابكو) كمشروع مشترك بين الهيئة المصرية العامة للبترول المملوكة للدولة وشركة أموكو. وتقوم جابكو بتشغيل المشروع المشترك المسئول عن إنتاج النفط والغاز في خليج السويس والصحراء الغربية ودلتا النيل. في عام 2000، حصلت بي بي على غالبية أسهم شركة أموكو في مشروع جابكو المشترك، وأدت التغييرات اللاحقة في مجالات الاستكشاف الجغرافي إلى اكتشافات الغاز الكبرى في حقول جديدة.
ينتج المشروع ما يقرب من 115 ألف برميل من المكافئ النفطي يوميًا. تغطي مشاريع الغاز الخاصة بجابكو حقلين لهما طاقة إنتاجية تبلغ 80 مليون قدم مكعب من الغاز يوميا و5.200 برميل من المكثفات. كما تمتلك جابكو أيضاً حقل في خليج السويس له طاقة إنتاجية تتراوح بين 20.000-25.000 برميل يوميًا، مع احتياطي يبلغ 30 مليون برميل من النفط.
في 9 أكتوبر 2019 استحوذت شركة دراجون أويل على حصة بي بي مصر في منطقة الامتياز التي تدير عملياتها شركة جابكو.

### الشركة الفرعونية للبترول
في عام 2008، أنشأت بي بي مصر وشركائها في منطقة امتياز رأس البر، الشركة الفرعونية للبترول، ثاني مشروع مشترك يجمع بي بي مصر مع الحكومة المصرية، لتشغيل مشاريع الغاز في رأس البر.

### شركةكارجاس
تأسست عام 1995 بين بي بي والحكومة المصرية كأول شركة لمحطات تموين الغاز الطبيعي للسيارات في مصر.

## رؤساء الشركة
- وائل شاهين.
- نادر زكي.
- هشام مكاوي.

## أنظر أيضًا
- بي بي
- الطاقة في مصر